# Ambroise Petit
Pour les articles homonymes, voir Petit et Antoine Petit (homonymie).
Ambroise Petit, né à Reims le 6 décembre 1840 et mort dans la même ville le 13 mars 1915, est le fondateur de la chorale des « Enfants de Saint-Remi » à Reims.

## Biographie
Ambroise Petit est le fils de Charles André Petit et Françoise Grosjean.
Il est né à Reims le 06 décembre 1840.
Il épouse le 11 juin 1861 à Reims Marie Flavie Colson avec qui il a deux enfants.
Comptable de métier, il passe une grande partie de sa carrière professionnelle à la Société des Déchets .
Il est le Maître de chapelle à la basilique Saint-Remi. 
Il dirige l’orphéon de Saint-Rémi.
Il fonda en 1867 la chorale des « Enfants de Saint-Remi » qu’il dirigea de 1867 à 1893.
Il meurt à Reims le 13 mars 1915 et repose au Cimetière du Sud de Reims.

## Distinctions

### Hommage et postérité
Une rue de Reims est rebaptisé à son nom en 1924.
En 1925, un buste en bronze, présumé de Paul Berton, est inauguré dans le parc Saint-Remi, derrière la Basilique Saint-Remi de Reims. En mars 1942, le buste est fondu, dans le cadre de la mobilisation des métaux non ferreux. Seul le socle vide reste en place.

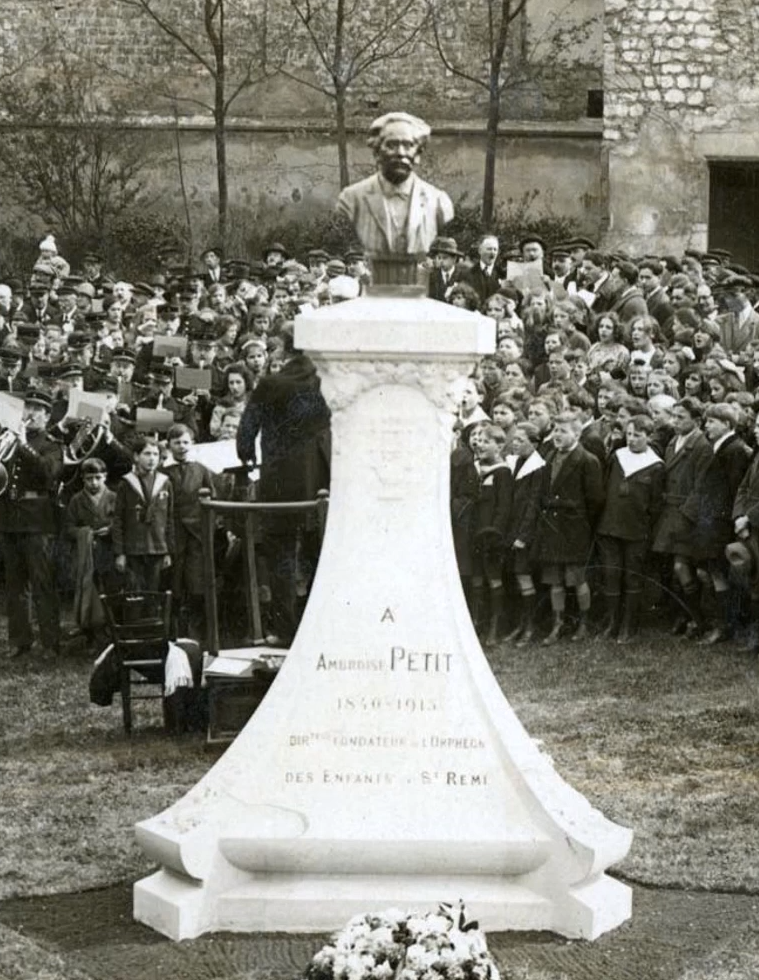
Lors de son inauguration.
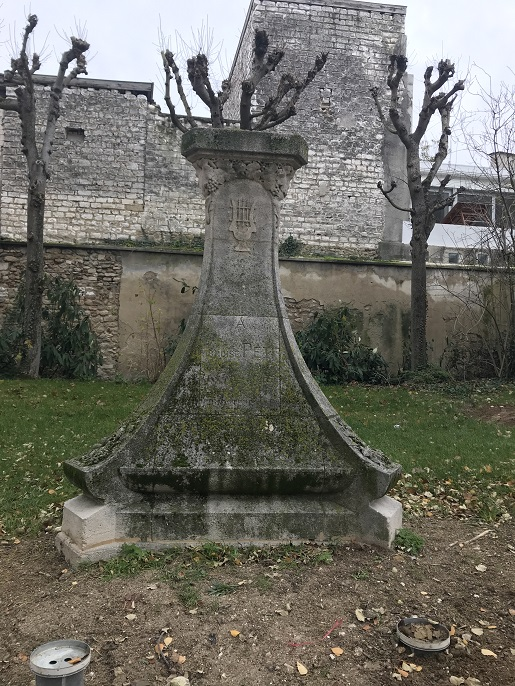
Socle statuaire Ambroise Petit.
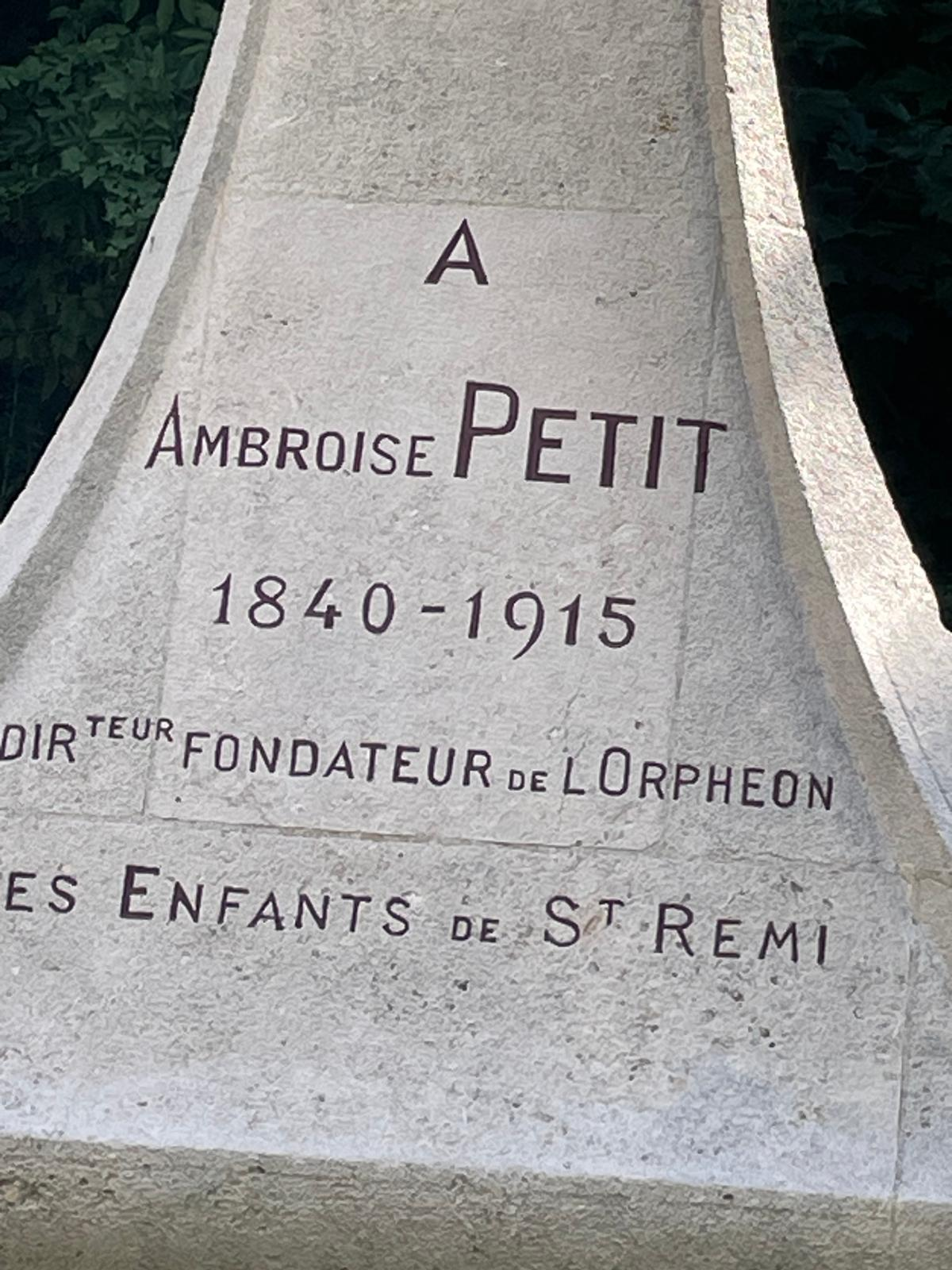
Plaque restauré du monument en hommage à Ambroise Petit à Reims en 2024.